# Adelija Amrajewa
Adelija Akimżanowna Amrajewa (ros. Аделия Акимжановна Амраева, ur. 11 grudnia 1986 w obwodzie ałmackim) – kazachska pisarka, tłumaczka i autorka książek dla dzieci i młodzieży, pisząca w języku rosyjskim.   

## Biografia
Amrajewa urodziła się urodziła się w 1986 roku w obwodzie ałmackim. Pochodzi z rodziny robotniczej. Wychowywała się we wsi Bereke. Po ukończeniu szkoły średniej rozpoczęła studia na kierunku nauczanie języka niemieckiego i tureckiego na Kazachskim Uniwersytecie Stosunków Międzynarodowych i Języków Obcych im. Abyłaj-chana, który ukończyła w 2008 roku. Po studiach pracowała w Niemieckim Teatrze Dramatycznym, gdzie była kierownikiem działu literackiego. Przez kilka lat pracowała w kazachstańskim oddziale studia 20th Century Studios.  
W 2010 roku została studentką Otwartej Szkoły Literackiej w Ałmaty, którą założył pisarz, laureat Nagrody Rosyjskiej, Michaił Ziemskow. Wzięła też udział w seminarium poświęconym literaturze dziecięcej prowadzonym przez Ksienije Rogożnikową, VII Seminarium Młodych Pisarzy Piszących dla Dzieci i Międzynarodowe Forum Młodych Pisarzy z Rosji, Krajów WNP i Zagranicy «Lipki». 
W 2014 roku wydała książkę Futbolnoje pole nakładem moskiewskiego wydawnictwa Akwilegija-M. W tym samym roku została finalistką IV Międzynarodowego Konkursu im. Siergieja Michałkowa za cykl opowiadań Giermanija. Książka została wydana 2016 roku przez wydawnictwo Dietskaja litieratura. W 2015 roku została laureatką Międzynarodowej Nagrody Literatury Dziecięcej imienia W.P. Krapiwina za książkę Ja choczu żyt´!. Utwory Amrajewej były publikowane m.in. w czasopiśmie „Cziż i Joż” i „Urał”. Jest także tłumaczką z języka niemieckiego. Współpracuje z wydawnictwem Klever, dla którego przetłumaczyła książki m.in. Axela Schefflera i Jörga Ihle.  

## Narody i wyróżnienia
- 2011: laureat Międzynarodowej Nagrody Literatury Dziecięcej imienia W.P. Krapiwina, za opowieść Futbolnoje pole[1]
- 2014: dyplom IV Konkursu Międzynarodowego imienia S. Michałkowa, za opowiadania Giermanija[1]
- 2015: laureat Międzynarodowej Nagrody Literatury Dziecięcej imienia W. P. Krapiwina, za opowieść Ja choczu żyt´![1]

## Wybrane dzieła
- Futbolnoje pole, 2014
- Giermanija, 2016
- Ja choczu żyt´!, 2018
- Ole, ole, ole! Istorija futboła, 2021
- Ja — korol?, 2023